# جون مان (لاعب كريكت)
جون مان (25 نوفمبر 1983 بنورثامبتون في المملكة المتحدة - )  (بالإنجليزية: John Mann)‏ هو لاعب كريكت بريطاني. لعب مع Cambridgeshire County Cricket Club ‏.